# Andrzej Prusiewicz
Andrzej Prusiewicz – polski architekt, doktor nauk technicznych w dziedzinie architektury. Specjalista od architektury użyteczności publicznej, w szczególności w zakresie architektury teatru, projektant m.in. teatru Opera Nova w Bydgoszczy (wraz z Józefem Chmielem). 

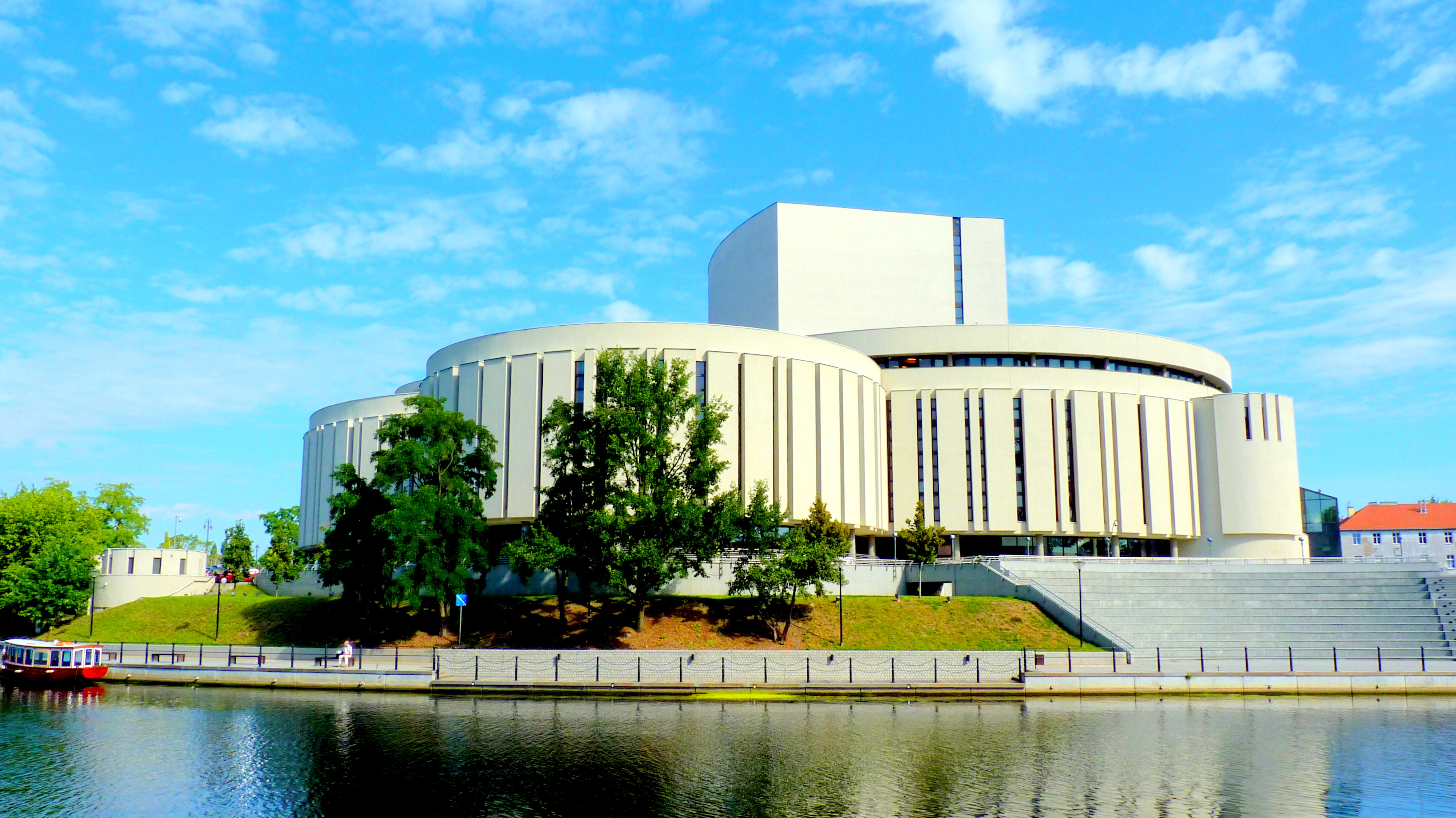
Opera Nova w Bydgoszczy wg projektu Prusiewicza i Chmiela

## Życiorys
Prusiewicz studia architektoniczne ukończył w 1971 roku. W roku 1981 otrzymał stopień doktora nauk technicznych w dziedzinie architektury. Napisał rozprawę doktorską Przesłanki programowe i funkcjonalno-przestrzenne projektowania małych, wielofunkcyjnych sal widowiskowych. Od roku 1971 pracuje na Wydziale Architektury Politechniki Gdańskiej, w tym w latach 2013-2017 pełnił obowiązki profesora nadzwyczajngo. W latach 1997–2006 pełnił funkcje kierownika Katedry Architektury Użyteczności Publicznej. 

## Projekty
Jest autorem lub współautorem obiektów:
- Opera Nova w Bydgoszczy (wraz z Józefem Chmielem)[1]
- Teatr Narodowy w Warszawie (wraz z Józefem Chmielem)[1]
- Teatr Nowy w Poznaniu (wraz z Józefem Chmielem)[1]
- budynek dydaktyczny Wydziału Zarządzania i Ekonomii Politechniki Gdańskiej (wraz z Elżbietą Ratajczyk-Piątkowską)[1]
- budynek dydaktyczny Wydziału Elektroniki, Telekomunikacji i Informatyki Politechniki Gdańskiej (wraz z Grychem)[1]
- nadbudowa budynku Wydziału Mechanicznego Politechniki Gdańskiej (wraz z Grychem)[1]